# Culicoides corsis
Culicoides corsis är en tvåvingeart som beskrevs av Kremer, Leberre och Beaucournu-saguez 1971. Culicoides corsis ingår i släktet Culicoides och familjen svidknott. Inga underarter finns listade i Catalogue of Life.